# Tolmachevia integrifolia
Tolmachevia es un género monotípico de plantas con flores perteneciente a la familia Crassulaceae. Su única especie, Tolmachevia integrifolia, es originaria de Norteamérica. 

## Descripción
Tiene tallos que alcanzan un tamaño de 3-15 (-50) cm de altura. Láminas de las hojas normalmente verdes, a veces glaucas, ovadas a elípticas u oblanceoladas, de 0,5-3 (-5) × 0,2-1,5 (-2) cm. Pétalos su mayoría de color rojo oscuro en todas partes. Semillas 1,4-2 mm. Con un número de cromosomas de 2n = 36.

## Hábitat
Se encuentra en los acantilados y laderas rocosas, prados alpinos, tundra a una altitud de 0-2000 (-4000) m. La floración se produce en verano.

## Taxonomía
Tolmachevia integrifolia fue descrita por (Raf.) Á.Löve & D.Löve y publicado en Botaniska Notiser 128(4): 515. 1975[1976].
Basónimo
- Rhodiola integrifolia Raf.